# Чекко Браво

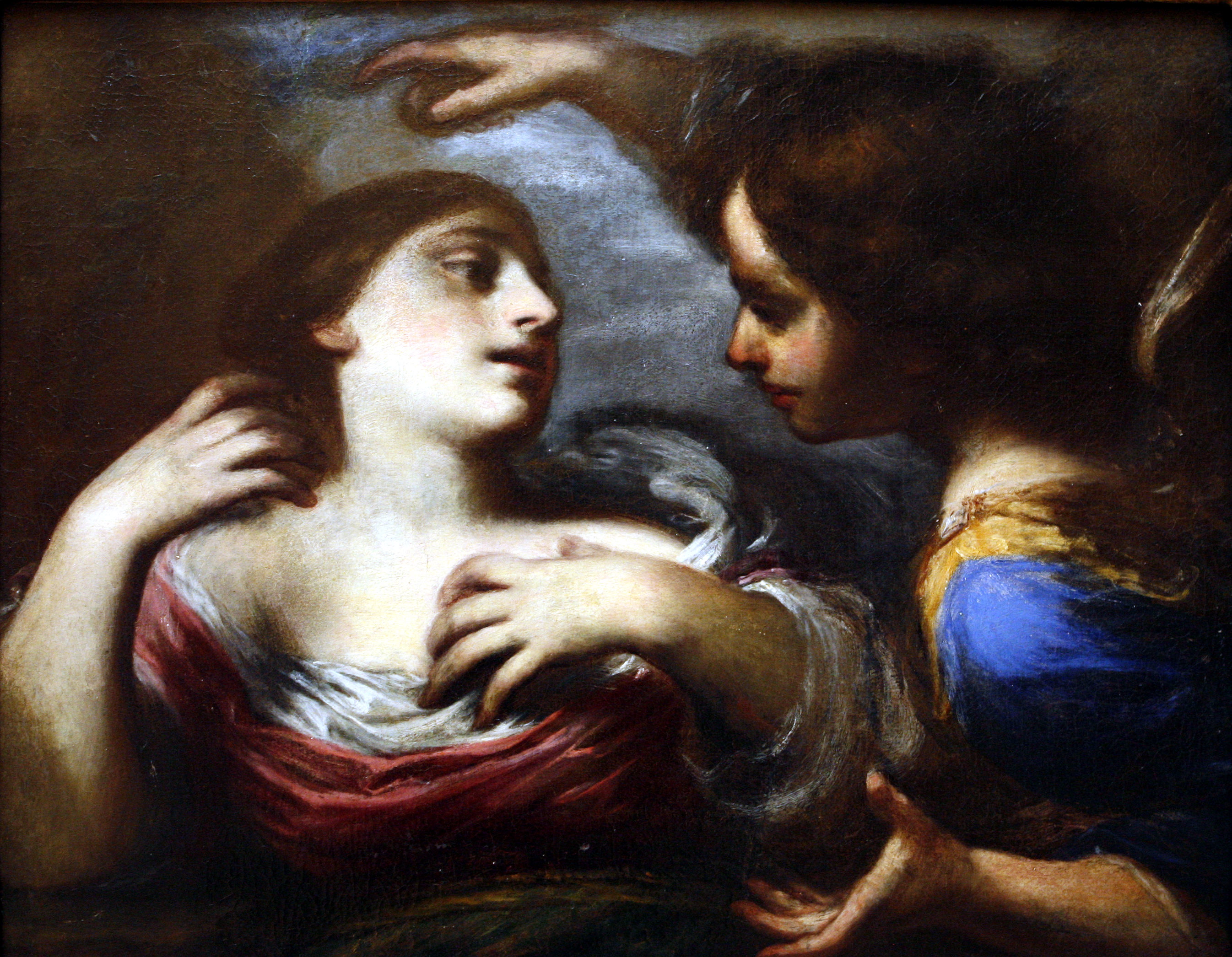
«Агар і ангел». Музей витончених мистецтв (Діжон, Франція)

Чекко Браво (італ. Cecco Bravo; 15 листопада 1601—1661) — італійський художник флорентійської школи бароко. Його справжнє ім'я — Франческо Монтелатічі (італ. Francesco Montelatici).

## Біографія
Він тренувався у Джованні Біліверті, а також був близький до Сіджісмондо Коккапані. На початку 1620-х років працював у майстерні Маттео Росселлі.
До 1629 року він мав власну незалежну майстерню. Його першою задокументованою роботою є фреска «Богородиця, Святий Іван та Ангели» (бл. 1628/9; Сан-Марко, Флоренція) і картина «Милосердя» (Сантіссіма-Аннунціата). У 1633 році він написав шість люнетів зі сценами з «Життя блаженного Бонавентури Бонакорсі» для церкви Сантіссіма-Аннунціата в Пістої, продовжуючи серію, розпочату в 1601 році Бернардіно Почетті. Він написав фриз із зображенням дитячих ігор та розповідей Орландо Фуріозо (бл. 1631) для вілли Корсіні-а-Меццомонте (італ. Villa Corsini a Mezzomonte) в Імпрунеті.
Йому доручили прикрасити бібліотеку в Каза Буонарроті у Флоренції. Після зображення «Слави» на стелі бібліотеки він розчарувався через надмірні інструкції замовника, і панелі з видатними флорентійцями на стінах були завершені іншими, зокрема Доменіко Пуліго та Маттео Росселлі (1636). Йому доручили завершити роботу, розпочату Джованні да Сан-Джованні (який помер невдовзі після початку) для Срібної зали (італ. Sala degli Argenti) в Палаццо Пітті, спільно з Оттавіо Ванніні та Франческо Фуріні. Фрески, призначені для прославлення Лоренцо Медічі, були замовлені в 1635 році Фердинандо II Медічі до його одруження з дочкою герцога Урбіно. У південній стіні Браво завершив Лоренцо як посланця миру.
Браво був частиною команди, яка розписувала фресками quadri riportati на стінах Ораторія-деї-Ванчетоні (італ. Oratorio dei Vanchetoni). Ораторія також містить фрески Сан-Джованні, П'єтро Лібері та Бальдассаре Франческіні (італ. il Volterrano). У Палаццо Монтечиторіо знаходиться полотно Браво «Аврора», тему, яку раніше також опрацьовував Гвідо Рені.
У 1659 році кардинал Леопольдо Медічі рекомендував Браво на посаду придворного художника Анни, дружини ерцгерцога Фердинанда Карла Тірольського. Браво погодився і провів останні два роки свого життя в Інсбруку. Одним з його покровителів був Філіппо Бальдінуччі, але останній не включив Браво до своїх біографій флорентійських художників.
Говард Гіббард протиставив похмуру чуттєвість картин Піньйоні, Фуріні та Браво благочестю Карло Дольчі. Браво — один із небагатьох флорентійців, хто порушує чіткі промальовані краї фігур і прагне до загальної бравурності виконання, ледь не ставши pintore del tocco. Дехто пояснює це впливом, з яким він зіткнувся у Венеції, наприклад Бернардо Строцці. Чекко Браво вплинув на Феліче Фікереллі (італ. il Riposo).

## Виноски
1. ↑  Francesco Montelatici
2. 1 2  KulturNav — 2015.
3. ↑  RKDartists
4. ↑  Національний музей Швеції — 1792.
5. ↑  Kunstindeks Danmark
6. ↑  Chappell, Miles (1999). Cecco Bravo. Florence. The Burlington Magazine. Т. 141, № 1159. с. 646—647. ISSN 0007-6287. Процитовано 11 жовтня 2022.
7. ↑  Ewald, Gerhard (1960). Hitherto Unknown Works by Cecco Bravo. The Burlington Magazine. Т. 102, № 689. с. 343—352. ISSN 0007-6287. Процитовано 11 жовтня 2022.